# Полуботок Тетяна Леонтіївна
Полуботок Тетяна Леонтіївна (? — 1729) — представник відомого старшинського роду Полуботків, сестра гетьмана Павла Полуботка, дружина Генерального писаря Семена Савича.

## Біографія
Була похована в 1729 році в Глухові в родовому склепі на кладовищі біля Михайлівської церкви, яка, на жаль, не збереглась. Тут також ховали всіх близьких та далеких родичів родини Савичів.